# Bonbon & Tiina
Bonbon & Tiina er et dansk/finsk klovnepar, bestående af klovnen Bonbon (Lasse Nørager) og assistenten Tiina. Lasse er født 20. juli 1965.
Repertoiret består bl.a. af et klassisk badmintonnummer, den dresserede skildpadde, "Klokkekoncerten", ballonnummer og meget mere.
Lasse havde sin artistdebut i 1982 i det svenske Cirkus Regal. I 1986 optrådte han i det finske Cirkus Finlandia og mødte under opholdet i Finland Tiina, som i dag er såvel hans partner som hans ægtefælle. Parret har optrådt i store cirkus omkring i verden, bl.a. i Cirkus Benneweis og Cirkus Krone, men de optræder også for mindre forsamlinger som f.eks. skoler og lign. Lige nu er de tilknyttet Cirkus Arena.
Bonbon & Tiina deltog i den 31. Internationale Cirkusfestival i Monte Carlo, 18.-28. jan. 2007, hvilket er en fornem udmærkelse for cirkusartister.

## Reference
- Bonbon & Tiina – officiel hjemmeside